# 冬の日
冬の日（ふゆのひ）は、俳諧の撰集。山本荷兮編。1684年（貞享元年）刊。俳諧七部集の一つ。

## 概要
1684年（貞享元年）11月、尾張国名古屋において、『野ざらし紀行』の旅行中の松尾芭蕉と尾張国の連衆（荷兮、岡田野水、加藤重五、坪井杜国、正平）によって興行された六吟歌仙五巻、および追加六句を収める。荷兮を除いた連衆は素人同然であったとされる。編者は荷兮だが、芭蕉の指導力は相当強かったと推測されている。
全巻を通して風狂の相を基調としており、前年の『虚栗』に見られた異体破調からの脱却を図り、安らかな句体へと移行しつつある。後年の俳人によって蕉風開眼の書と位置づけられ、俳諧七部集の第一集に選定された。
梶井基次郎は芭蕉を敬慕しており、本句集名を採って『冬の日』を著した。その表現は「芭蕉精神の近代的表現」と評される。